# Vimman

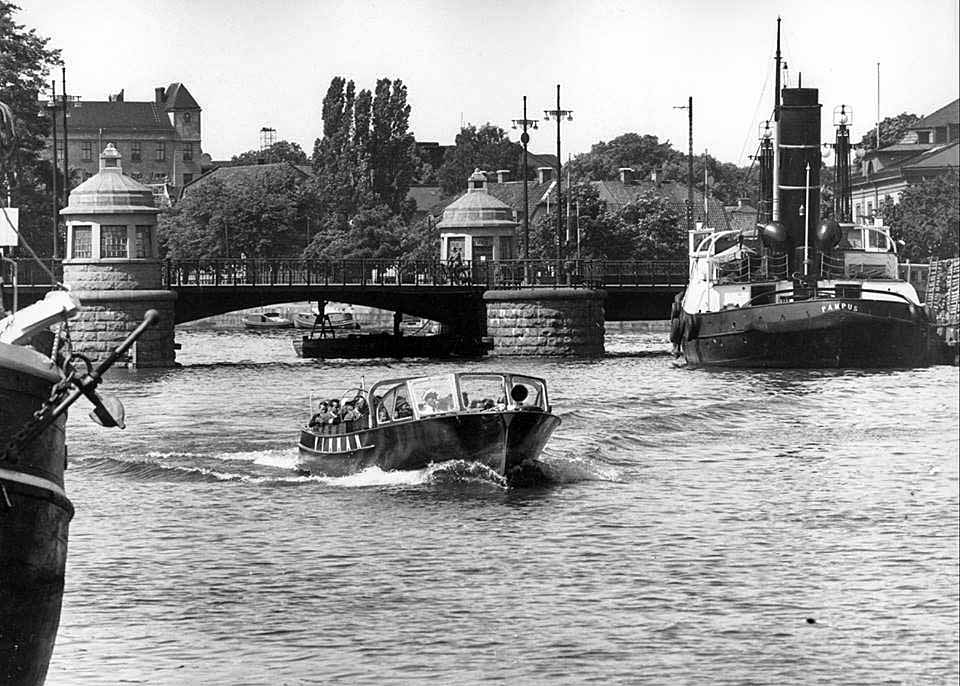
Vimman (byggd 1952) framför Oscar Fredriks bro, omkring 1952.

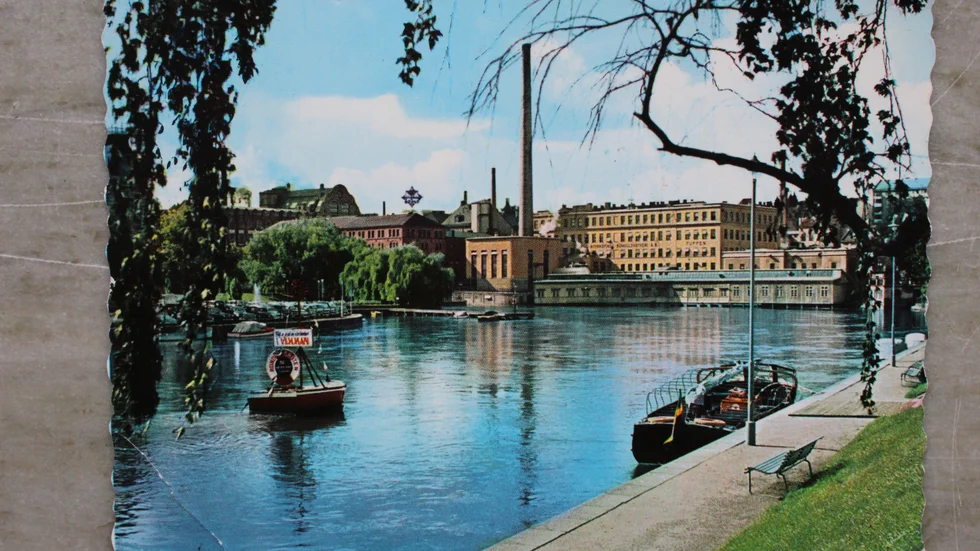
Vimman (byggd 1952) förtöjd utanför parken Samarien, omkring 1952.

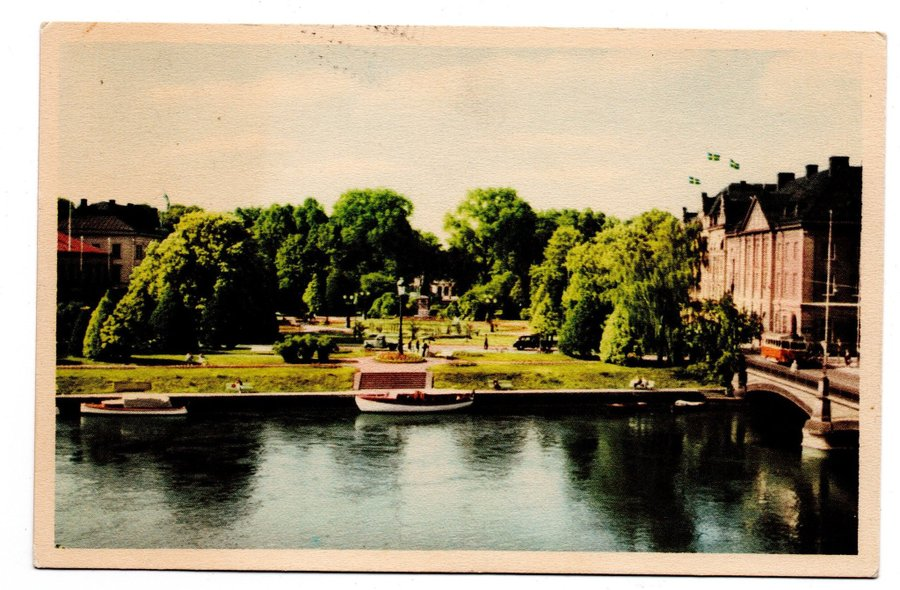
Samarien med den första Vimman vid sin förtöjningsplats, 1951

Vimman är ett varumärke för en sightseeingverksamhet med rundtursbåt med utgångspunkt i hamnen i Norrköping, som bedrevs under sommarperioderna under drygt 60 år. Rörelsen startades 1950 av skepparen och redaren Curt-Åke Wahlin och övertogs 1988 av dennes son, skepparen och redaren Lars-Åke Wahlin (1951). Denne drev rundtursverksamheten i Norrköping till 2011 och fortsatte därefter med chartertrafik i annat bolag i Göta kanal.
Som rundtursbåt användes fem olika båtar med efter varandra namnet Vimman. Namnet hade de platta båtarna efter karpfiskarten vimma, som är en populär fisk bland fritidsfiskare i Motala ström. Namnet hade vunnit en tidningsomröstning i begynnelsen. Under perioder förstärktes turistseglatserna på Motala ström, Bråviken med andra rutter i närheten med andra fartyg, till exempel M/S Kolmården. 
Den första Vimman var en 9,72 meter lång träbåt, som hade tillverkats som Åsunda på Hammarö båtvarv i Hammarö 1948 och som tog 25 passagerare. Den användes i Norrköping 1950-1951.
Till säsongen 1952 hade Curt-Åke Wahlin köpt en nybyggd större, 11,14 meter lång och 3,02 meter bred träbåt från
Säffle Båtbyggeri AB i Säffle. Den tog 50 passagerare. Denna Vimman seglade sedan med Norrköping som hemmahamn till 1965.
Från 1964 eller 1965 seglade den 1940 i Nederländerna byggda 16,50 meter långa och 4,12 meter breda stålbåten Vimman för 100 passagerare i Norrköping fram till 1990 under olika rederinamn, från 1988 Rederi AB Göta Lejon. År 1988 opererade hon på Göta kanal från Berg och Söderköping. År 1991 såldes hon till ett rederi i Fetsund i Norge för att - omdöpt till See Møve trafikera sjön Øyeren öster om Oslo.
Den sista Vimman i raden köptes 1996 av Wahlins rederi, vilket då gick under namnet Royal Stockholm Cruise Line AB i Norrköping. Hon var en aluminiumbåt, som hade byggts 1964 som Delfin III för Waxholmsbolagets rundtursrederi Tourist  Sightseeing AB av Cerapid verkstads AB i Huddinge centrum. Båten var 17,02 meter lång, 4,25 meter bred och kunde ta 130 passagerare. Hon seglade i för Lars-Erik Wahlin i Norrköpings omgivningar till 2011, då hon såldes till Strömma Kanalbolaget och döptes tillbaka till Delfin III.